# Ana de Mowbray
Ana de Mowbray (em inglês:  Anne; Castelo de Framlingham, 10 de dezembro de 1472 — Palácio de Greenwich, 26 de novembro de 1481)  foi suo jure 8.ª condessa de Norfolk e duquesa de Iorque como esposa de Ricardo de Shrewsbury, Duque de Iorque, um dos Príncipes na Torre.

## Família
Ana era a única filha de João de Mowbray, 4.° duque de Norfolk e de Isabel Talbot. Seus avós paternos eram João de Mowbray, 3.° duque de Norfolk e Leonor Burchier. Seu avô João era filho de Catarina Neville, filha de Joana Beaufort, Condessa de Westmorland, cujo pai era João de Gante, filho do rei Eduardo III de Inglaterra, fazendo da condessa uma descendente do monarca inglês.
Seus avós maternos eram João Talbot, 1º Conde de Shrewsbury e Waterford e Margarida Beauchamp, sua segunda esposa.

## Biografia
Com a morte de seu pai em 14 de janeiro de 1476, Ana se tornou condessa de Norfolk, baronesa Mowbray e Segrave.
Em 15 de janeiro de 1478, com apenas cinco anos de idade, a condessa casou-se com o duque Ricardo, de quatro, na Capela de São Estêvão, no Palácio de Westminster. O príncipe era o segundo filho de Eduardo IV de Inglaterra e de sua consorte, Isabel Woodville.
Com a morte do rei em 1483, o irmão mais velho de seu marido, foi declarado o sucessor, como Eduardo V de Inglaterra. Porém, seu reinado durou pouco, pois ambos foram declarados ilegítimos, sendo aprisionados na Torre de Londres, por seu tio paterno, Ricardo III. A hipótese mais provável é a de que foram assassinados e enterrados na própria Torre.

## Morte
Ana morreu aos oito anos de idade, em novembro de 1481, e foi enterrada na Capela de São Erasmo de Formia, fundada pela sua sogra Isabel, na Abadia de Westminster, em Londres. Porém, a capela foi destruída em 1502, e no lugar foi erguida a Capela Mariana de Henrique VII. Foi reenterrada na Abadia de Minoresses, da Ordem das Clarissas, e eventualmente sua sepultura desapareceu. 
Séculos depois, em 11 de dezembro de 1964, durante escavações no distrito londrino de Stepney, seu caixão foi encontrado por um acaso. Ele foi levado para o Museu de Londres no Palácio de Kensington, e os restos mortais foram analisados no Guy's Hospital. Constatou-se que seu cabelo ruivo e sua mortalha ainda estavam intactos. Seu corpo ficou exposto na Câmera de Jerusalém, na Abadia, cercado por flores e velas, e finalmente, em 31 de maio de 1965, ela foi novamente enterrada na Abadia, perto do local original.
Após sua morte, seus herdeiros deveriam ter sido seus primos, Guilherme de Berkeley, 1.° marquês de Berkeley e João Howard, 1.° Duque de Norfolk, porém, devido a um ato do Parlamento de 1483, os direitos foram passados para o marido de Ana, Ricardo, e consequentemente, para os  descendentes do rei Eduardo IV.  